# Rivière Beauport (fleuve Saint-Laurent)
Pour les articles homonymes, voir Rivière Beauport (rivière de l'Achigan) et Beauport (homonymie).
La rivière Beauport est un affluent de la rive nord du fleuve Saint-Laurent. Elle coule dans l'arrondissement de Beauport, dans la région administrative de la Capitale-Nationale, au Québec, Canada.

## Géographie
La rivière Beauport coule du nord vers le sud sur une longueur d'environ 12 km. 